# 武蔵野神社
武蔵野神社（むさしのじんじゃ）は、東京都小平市の神社。

## 歴史
1724年（享保9年）に創建された。近くに位置する円成院の住職である大堅は当地を開拓し、村の鎮守として毘沙門天を祀る神社を創建した。そういう経緯から円成院が別当寺であった。
明治初期の神仏分離により、祭神を毘沙門天から猿田彦大神に変更された。1871年（明治4年）、近代社格制度に基づく「村社」に列せられた。

## 交通アクセス
- 路線バス昭和病院前停留所より徒歩3分。